# Jeronimas Milius
Jeronimas Milius (Vilna, 11 de octubre de 1984) es un cantante lituano y el representante electo del país en el Festival de la Canción de Eurovisión 2008 con su balada «Nomads in the Night» (Nómadas en la noche).
Desde el año 2003 ha sido un líder de banda metal Soul Brothers. Jeronimas Milius ganó la final nacional el 2 de febrero de 2008 recogida de 11.674 votos y dejando a Aistė Pilvelytė con «Burning Troy» cerrar de nuevo detrás de cuya back voz fue en la final nacional de la Canción de Eurovisión 2006.
- Datos: Q734744
- Multimedia: Jeronimas Milius / Q734744